# Новая (Башкортостан)
Но́вая (баш. Яңауыл) — деревня в Чишминском районе Республики Башкортостан Российской Федерации. Входит в состав Арслановского сельсовета.

## География
Расстояние до:
- районного центра (Чишмы): 15 км,
- центра сельсовета (Арсланово): 3 км,
- ближайшей ж/д станции (Чишмы): 15 км.

## История
В «Списке населенных мест по сведениям 1870 года», изданном в 1877 году, населённый пункт упомянут как деревня Новая 1-го стана Уфимского уезда Уфимской губернии. Располагалась при речке Узе, по левую сторону Казанского почтового тракта из Уфы до левого берега реки Дёма, в 42 верстах от уездного и губернского города Уфы и в 30 верстах от становой квартиры в деревне Берсюванбаш. В деревне, в 188 дворах жили 1009 человек (496 мужчин и 513 женщин, башкиры, тептяри), были мечеть, 2 водяные  мельницы. Жители занимались плетением лаптей.

## Население
| 2002 | 2009 | 2010 |
| ---- | ---- | ---- |
| 401  | ↘390 | ↘358 |

### Национальный состав
Согласно переписи 2002 года, преобладающая национальность — татары (85 %).